# Aïssa Laïdouni
Aïssa Bilal Laïdouni (Montfermeil, 1996. december 13. –) algériai származású francia születésű labdarúgó; középpályás. A katari Al-Wakrah SC játékosa, és Tunézia válogatottjának tagja.
2022-ben a TAP tunéziai hírügynökség szavazásán Tunézia legjobb labdarúgójának választották.

## Pályafutása

### Klubcsapatokban
Az algériai származású Laïdouni a francia Angers SCO akadémiáján nevelkedett, a felnőtt csapatban 2016. április 2-án mutatkozott be egy Troyes elleni élvonalbeli mérkőzésen. 2016 és 2018 között kölcsönben szerepelt az akkor francia harmadosztályú Les Herbiers és Chambly csapatainál. 2018 és 2020 között ötvenhárom mérkőzésen hét gólt szerzett a román első osztályban.

#### Ferencvárosi TC
2020 júliusában szerződtette a magyar élvonalbeli Ferencvárosi TC, ahol a 93-as mezszámot kapta. Első gólját 2020. december 12-én a 2020–2021-es bajnokság 14. fordulójában a Zalaegerszeg ellen lőtte.
A Nemzeti Sport munkatársai az őszi és tavaszi szezon mérkőzéseire adott osztályzatai alapján elkészítették a 2020–2021-es első osztályú labdarúgó-bajnokság összesített játékosrangsorát, ahol Aïssa Laïdouni 6,042 ponttal lett az idény legjobb mezőnyjátékosa.
2021. december 9-én a Bayer Leverkusen ellen 1–0-ra megnyert EL-csoportmérkőzésen ő szerezte a győztes gólt.
2022. július 27-én bombagólt lőtt a Bajnokok Ligája 2. fordulójában Pozsonyban a Slovan Bratislava ellen 4–1-re megnyert mérkőzésen.
Az FTC-ben 64 bajnoki mérkőzésen lépett pályára, hat gólt szerzett és 12 gólpasszt adott; összesen 103 tétmeccsen játszott a Ferencvárosban, kilenc gólt ért el és 16 gólpassz fűződik a nevéhez. 

#### Union Berlin
2023. január végén a német élvonalbeli labdarúgó-bajnokságban (Bundesliga) szereplő csapathoz igazolt.
Február 4-én mutatkozott be a bajnokság 19. fordulójában a Mainz 05 elleni 2–1 során, a második félidő 69. percében Janik Haberer-t váltva. Május 13-án a 17. mérkőzésén a klub színeiben megszerezte első gólját, a Freiburg ellen 4–2-re végződő bajnokin.

### A válogatottban
2021. március 25-én Afrikai nemzetek kupája-selejtezőn kezdőként lépett pályára Tunézia színeiben a Líbia elleni mérkőzésen. Az idegenben 5–2-re megnyert találkozón a 77. percig volt a pályán. 2021. november 16-án a Zambia ellen 3–1-re megnyert világbajnoki mérkőzésen lőtte első gólját a tunéziai válogatottban.
2022. november 22-én a katari labdarúgó-világbajnokságon Tunézia első összecsapásán Dánia ellen nagyszerűen játszott (0–0), a mérkőzés legjobbjának választották. November 30-án a címvédő  Franciaország elleni mérkőzésen gólpasszt adott, 1–0-ra győztek, de 4 ponttal sem jutottak a vb-n a legjobb 16 csapat közé.

## Statisztika

### Klubcsapatokban
2023. december 16-án frissítve.
| Klub                      | Szezon         | Bajnokság      | Bajnokság | Bajnokság | Kupa  | Kupa  | Nemzetközi | Nemzetközi | Összes | Összes |
| Klub                      | Szezon         | Liga           | Mérk.     | Gólok     | Mérk. | Gólok | Mérk.      | Gólok      | Mérk.  | Gólok  |
| ------------------------- | -------------- | -------------- | --------- | --------- | ----- | ----- | ---------- | ---------- | ------ | ------ |
| Angers                    | 2015–16        | Ligue 1        | 1         | 0         | –     | –     | –          | –          | 1      | 0      |
| Angers                    | Összesen       | Összesen       | 1         | 0         | 0     | 0     | 0          | 0          | 1      | 0      |
| Les Herbiers (kölcsönben) | 2016–17        | Division 3     | 27        | 1         | 2     | 0     | 0          | 0          | 29     | 1      |
| Les Herbiers (kölcsönben) | Összesen       | Összesen       | 27        | 1         | 2     | 0     | 0          | 0          | 29     | 1      |
| Chambly (kölcsönben)      | 2017–18        | Division 3     | 18        | 2         | 1     | 0     | 0          | 0          | 19     | 2      |
| Chambly (kölcsönben)      | Összesen       | Összesen       | 18        | 2         | 1     | 0     | 0          | 0          | 19     | 2      |
| Voluntari                 | 2018–19        | Liga I         | 30        | 6         | 2     | 0     | 0          | 0          | 32     | 6      |
| Voluntari                 | 2019–20        | Liga I         | 23        | 1         | 1     | 0     | 0          | 0          | 24     | 1      |
| Voluntari                 | Összesen       | Összesen       | 53        | 7         | 3     | 0     | 0          | 0          | 56     | 7      |
| Ferencváros               | 2020–21        | NB I           | 27        | 3         | 3     | 0     | 8          | 0          | 38     | 3      |
| Ferencváros               | 2021–22        | NB I           | 27        | 3         | 5     | 0     | 9          | 1          | 41     | 4      |
| Ferencváros               | 2022–23        | NB I           | 10        | 0         | 1     | 0     | 13         | 2          | 24     | 2      |
| Ferencváros               | Összesen       | Összesen       | 64        | 6         | 9     | 0     | 30         | 3          | 103    | 9      |
| Union Berlin              | 2022–23        | Bundesliga     | 14        | 2         | 1     | 0     | 4          | 0          | 19     | 2      |
| Union Berlin              | 2023–24        | Bundesliga     | 13        | 0         | 2     | 0     | 6          | 0          | 21     | 0      |
| Union Berlin              | Összesen       | Összesen       | 27        | 2         | 3     | 0     | 10         | 0          | 40     | 2      |
| Karrier összes            | Karrier összes | Karrier összes | 190       | 18        | 18    | 0     | 40         | 3          | 248    | 21     |

### A válogatottban
| Tunézia  | Tunézia         | Tunézia |
| Év       | Pályára lépések | Gólok   |
| -------- | --------------- | ------- |
| 2021     | 11              | 1       |
| 2022     | 17              | 0       |
| 2023     | 10              | 1       |
| 2024     | 8               | 0       |
| Összesen | 46              | 2       |

### Mérkőzései a tunéziai válogatottban
megjegyzés Az eredmények a tunéziai válogatott szemszögéből értendők.
| #   | Dátum                | Ellenfél                        | Eredmény | Kiírás                 | Esemény |
| --- | -------------------- | ------------------------------- | -------- | ---------------------- | ------- |
| 1.  | 2021. március 25.    | Líbia                           | 5 – 2    | ANK-selejtező          | 77'     |
| 2.  | 2021. március 28.    | Egyenlítői-Guinea               | 2 – 1    | ANK-selejtező          | 62'     |
| 3.  | 2021. június 5.      | Kongói Demokratikus Köztársaság | 1 – 0    | barátságos mérkőzés    |         |
| 4.  | 2021. június 11.     | Algéria                         | 0 – 2    | barátságos mérkőzés    |         |
| 5.  | 2021. június 15.     | Mali                            | 1 – 0    | barátságos mérkőzés    | 66' 80' |
| 6.  | 2021. szeptember 3.  | Egyenlítői-Guinea               | 3 – 0    | Világbajnoki selejtező | 68'     |
| 7.  | 2021. szeptember 7.  | Zambia                          | 2 – 0    | Világbajnoki selejtező | 87' 89' |
| 8.  | 2021. október 7.     | Mauritánia                      | 3 – 0    | Világbajnoki selejtező |         |
| 9.  | 2021. október 10.    | Mauritánia                      | 0 – 0    | Világbajnoki selejtező |         |
| 10. | 2021. november 13.   | Egyenlítői-Guinea               | 0 – 1    | Világbajnoki selejtező | 85'     |
| 11. | 2021. november 16.   | Zambia                          | 3 – 1    | Világbajnoki selejtező | 18'     |
| 12. | 2022. január 12.     | Mali                            | 0 – 1    | ANK                    | 67'     |
| 13. | 2022. január 16.     | Mauritánia                      | 4 – 0    | ANK                    | 71'     |
| 14. | 2022. január 20.     | Gambia                          | 0 – 1    | ANK                    |         |
| 15. | 2022. január 23.     | Nigéria                         | 1 – 0    | ANK                    | 53'     |
| 16. | 2022. január 29.     | Burkina Faso                    | 0 – 1    | ANK                    | 47'     |
| 17. | 2022. március 25.    | Mali                            | 1 – 0    | Világbajnoki selejtező |         |
| 18. | 2022. március 29.    | Mali                            | 0 – 0    | Világbajnoki selejtező |         |
| 19. | 2022. június 2.      | Egyenlítői Guinea               | 4 – 0    | ANK-selejtező          |         |
| 20. | 2022. június 5.      | Botswana                        | 0 – 0    | ANK-selejtező          |         |
| 21. | 2022. június 10.     | Chile                           | 2 – 0    | Kirin-kupa             |         |
| 22. | 2022. június 14.     | Japán                           | 3 – 0    | Kirin-kupa             |         |
| 23. | 2022. szeptember 22. | Comore-szigetek                 | 1 – 0    | barátságos mérkőzés    |         |
| 24. | 2022. szeptember 27. | Brazília                        | 1 – 5    | barátságos mérkőzés    | 27' 90' |
| 25. | 2022. november 16.   | Irán                            | 2 – 0    | barátságos mérkőzés    |         |
| 26. | 2022. november 22.   | Dánia                           | 0 – 0    | vb-csoportkör          | 88'     |
| 27. | 2022. november 26.   | Ausztrália                      | 0 – 1    | vb-csoportkör          | 26' 67' |
| 28. | 2022. november 30.   | Franciaország                   | 1 – 0    | vb-csoportkör          |         |
| 29. | 2023. március 24.    | Líbia                           | 3 – 0    | ANK-selejtező          |         |
| 30. | 2023. március 28.    | Líbia                           | 1 – 0    | ANK-selejtező          |         |
| 31. | 2023. június 17.     | Egyenlítői-Guinea               | 0 – 1    | ANK-selejtező          |         |
| 32. | 2023. június 20.     | Algéria                         | 1 – 1    | barátságos mérkőzés    |         |
| 33. | 2023. szeptember 7.  | Botswana                        | 3 – 0    | ANK-selejtező          | 76'     |
| 34. | 2023. szeptember 12. | Egyiptom                        | 3 – 1    | barátságos mérkőzés    | 3' 43'  |
| 35. | 2023. október 13.    | Dél-Korea                       | 0 – 4    | barátságos mérkőzés    | 72'     |
| 36. | 2023. október 17.    | Japán                           | 0 – 2    | barátságos mérkőzés    | 88'     |
| 37. | 2023. november 17.   | São Tomé és Príncipe            | 4 – 0    | Világbajnoki selejtező | 72'     |
| 38. | 2023. november 21.   | Malawi                          | 1 – 0    | Világbajnoki selejtező | 65'     |
| 39. | 2024. január 6.      | Mauritánia                      | 0 – 0    | barátságos mérkőzés    | 84'     |
| 40. | 2024. január 10.     | Zöld-foki Köztársaság           | 2 – 0    | barátságos mérkőzés    | 64'     |
| 41. | 2024. január 16.     | Namíbia                         | 0 – 1    | ANK                    | 46'     |
| 42. | 2024. január 20.     | Mali                            | 1 – 1    | ANK                    | 90+8'   |
| 43. | 2024. január 24.     | Dél-afrikai Köztársaság         | 0 – 0    | ANK                    |         |

## Sikerei, díjai
Ferencvárosi TC
- Magyar bajnok (3): 2020–21,[15] 2021–22,[16][17] 2022–23
- Magyar kupagyőztes (1): 2022[18]
- Európa-liga-csoportgyőztes (1): 2022

 A tunéziai válogatottban
- Kirin-kupa-győztes (1): 2022

Egyéni elismerések
- Az év labdarúgója Tunéziában (1): 2022[1]
- Legjobb NB I-es játékos (2022)[19]